# Cyber City Oedo 808
Cyber City Oedo 808 (サイバーシティOEDO 808, Saibā Shiti OEDO 808) est une mini-série d'OAV japonaise à thème cyberpunk réalisée par Yoshiaki Kawajiri et sortie en 1990.
La version britannique de cette OAV inclut une bande-son originale composée par l'artiste Rory McFarlane (en).

## Synopsis
Dans un Japon futuriste en l'an 2808, trois cybercriminels lourdement condamnés (Sengoku, Gogul et Benten) sont emprisonnées dans un pénitencier orbital de haute sécurité. C'est alors qu'ils se voient proposer une suspension de leur incarcération, en échange de leur collaboration avec la Cyber Police (CP), une section spéciale de la police d'Oedo.
Acceptant (avec réticence pour Sengoku) l'offre de Juzo Hasegawa, le chef de la Cyber Police, les trois individus interviennent ensuite dans plusieurs missions et enquêtes criminelles, obtenant en récompense de leurs efforts une réduction de leur peine d'emprisonnement à chaque fois qu'un criminel est emprisonné ou qu'une mission est réussie.
Recevant une arme blanche (un jitte), donnée par Hasegawa comme symbole de leur fonction, les trois cybercriminels sont équipés d'un collier électronique explosif, placé autour de leur cou. Ce moyen de pression, utilisé sans vergogne par Hasegawa (ce dernier rappelant régulièrement aux trois hommes qu'il les fera exploser en cas de problèmes, ou de raté dans leurs missions) lui permet de contrôler les trois cybercriminels à distance, mais aussi de communiquer avec eux par radio. Au cours de leurs missions, les cybercriminels utilisent également des armes spécialisées, en rapport avec leur personnalité.

## Personnages principaux
- Shunsuke Sengoku, alias Sengoku, un jeune homme fanfaron, vaniteux et au sang-chaud. Condamné à 375 années de prison, notamment pour attaque à main armée, Sengoku privilégie l'approche frontale et directe et aime n'en faire qu'à sa tête, même avec ses collègues ou son supérieur. Dès le premier épisode, il est accompagné par Varsas (Varsus en VO), un robot sur chenille qui l'aide dans sa mission, servant de relais avec les autorités mais égaiement en stockant son arme de service, un revolver magnum doté d'un blocage électronique dont Sengoku est le seul à pouvoir utiliser. Volontiers moqueur avec son entourage, Sengoku fait régulièrement des remarques désobligeantes à Varsas, Benten ainsi qu'à Hasegawa, qu'il semble ne pas porter dans son cœur.
- Rikiya Gabimaru, alias Gogul (condamné à 310 ans, notamment pour meurtre et dégradations), un criminel spécialiste en informatique, par ailleurs hacker réputé et compétent. Généralement calme (bien qu'il lui arrive de s'énerver de temps à autre), Gogul est cultivé[a], plein de principes et privilégie l'emploi d'armes lourdes. Il possède un camion semi-remorque futuriste équipé notamment d'un générateur de fumée de camouflage, qui lui sert de lieu d'habitation et de travail. Gogul s'entend bien avec ses deux collègues.
- Merill Yanagawa, alias Benten (condamné à 295 ans pour divers crimes), un individu qui pousse l'androgynie à son maximum (physique fin mais athlétique, chevelure exubérante blond platine, ongles et lèvres peints en rouge). Très compétent au combat au corps-à-corps et en acrobatie, Benten est calme, raffiné et pédant. Son jitte[b] et l'anneau qu'il porte au doigt[c] sont équipés d'un dispositif lui permettant de dérouler un mince filin métallique acéré, qui peut trancher le métal et dont il se sert aussi comme d'une corde. Dans le premier épisode, les protections de ses avant-bras sont équipées d'un générateur de champ de force. Dans l'épisode 2, il se sert de mini-bombes télécommandées. Très réfléchi et superstitieux, Benten se réfère plusieurs fois à l'astrologie lorsqu'il contemple le ciel étoilé à la recherche d'un signe. Il est la cible des remarques de Sengoku, mais semble les prendre avec philosophie. Il se battra cependant avec lui dans le troisième épisode, pour protéger une suspecte.
- Juzo Hasegawa, le chef de la Cyber Police d'Oedo. D'un comportement froid, cynique et antipathique, Hasegawa présente les enquêtes à mener aux cybercriminels, les surveillant de loin, en général de son bureau, en les écoutant grâce à leurs colliers électroniques. Hasegawa est souvent vu fumer une cigarette ; il utilise son briquet en or pour l'allumer, celui-ci étant équipé d'un écran à cristaux liquides qui affiche un chronomètre à compte-à-rebours, qu'il active lorsqu'il indique aux cybercriminels le temps qu'il leur reste pour accomplir leur mission, promettant souvent de faire exploser leurs colliers s'ils échouent.
- Kyōko « Okyo » Jōnouchi, un officier de police féminin de la Cyber Police d'Oedo, subordonnée d'Hasegawa et chargée d'aider les cybercriminels dans leurs enquêtes, notamment en faisant des recherches dans les bases de données et en classant leurs rapports de mission. Okyo fera partie des otages du gratte-ciel dans le premier épisode. Elle semble avoir un faible pour le ténébreux cybercriminel Sengoku.

Un quatrième cybercriminel, Taku Yamabana, est vu au début du deuxième épisode alors qu'il tente de se débarrasser de son collier explosif ; il échouera cependant, sa tête partant en fumée sous les yeux de Gogul.

## Univers
Bien qu'il n'y ait pas de détails précis sur le type de société sur laquelle Cyber City Oedo 808 est basée, la série est présentée comme très sophistiquée mais avec une sensation plutôt dystopique.
Dans le premier épisode, par exemple, un homme sous pression avoue avoir commis un meurtre et qu'il est le responsable de la crise actuelle. Cela suffit à Hasegawa pour ordonner à Sengoku de le tuer immédiatement, sans autre forme de procès. Après que Sengoku échoue à le faire, sa peine de prison est augmentée.
Dans la série, plusieurs thèmes et concepts originaux de science-fiction sont abordés, notamment un canon laser orbital et le gyroscope stabilisateur d'un gratte-ciel piraté par un hacker (épisode 1) ; un cyborg de combat doté de pouvoirs psychiques (épisode 2) ; et enfin la cryonie, le vampirisme et l’ascenseur spatial (épisode 3).

## Épisodes
La série ne comporte que trois épisodes, qui mettent en vedette l'un des trois protagonistes (Sengoku, Gogul ou Benten) en se concentrant davantage sur ses exploits personnels, bien que les autres cybercriminels y apparaissent également. La version britannique de la série avait pour ces épisodes des titres différents de ceux des autres éditions.
- Ficher-1 - Mort Virtuelle (Data-1 - Virtual Death / いにしえのメモリー) (« Time Bomb » ou « Memories Of The Past » dans la version britannique)

Sengoku est envoyé pour sauver 50 000 personnes retenues en otage dans le plus grand gratte-ciel d'Oedo, alors sous le contrôle d'un pirate informatique inconnu. Sengoku, aidé de Benten et Gogul, doit affronter le mystérieux pirate qui tente par tous les moyens de tuer l'architecte Dave Kurokawa, le concepteur de l'immeuble. Mais il s'avère que le pirate n'est autre que Yoshikazu Amachi, un architecte qui avait disparu une quinzaine d'années auparavant pendant la construction de l'édifice (éliminé par Kurokawa, son rival), mais dont le corps a survécu à son assassinat pour ne faire plus qu'un avec sa création.
- Fichier-2 - Arme Psychique (Data-2 - Psychic Trooper / おとりのプログラム) (« The Decoy » ou « The Decoy Program »)

Le groupe d'intervention de l'armée japonaise a mis au point un nouveau cyborg de combat doté de pouvoirs psychiques, MOLCOS, une création du major Kazuo Shiroyama qui, selon lui, dépassera l'efficacité de la Cyber Police pour mieux la remplacer. Après avoir aidé son ancienne partenaire Sarah, une pirate comme lui, à échapper aux militaires, Gogul se retrouve à devoir affronter MOLCOS. Il devient alors le pion d'Hasegawa dans sa lutte inter-services face au groupe d'intervention, ce dernier étant dirigé par le général Mashiba. Cette lutte verra son apogée lors du duel final qui se déroulera au sommet de la tour de Tokyo.
- Fichier-3 - Virus Mortel (Data-3 - Blood Lust / くれないのメディア) (« The Vampire » ou « Crimson Media »)

Trois chercheurs en biotechnologie ont été assassinés, apparemment par un vampire comme le laisse penser les marques qu'ils ont au cou. Lorsque Benten enquête, il découvre que les trois hommes avaient tous travaillé sur un projet secret, un virus censé apporter l'immortalité. Benten affronte ensuite le professeur Shuzo Saionji, un vieillard et directeur d'un institut médical qui, pour accéder à l’immortalité, s'est converti en vampire, ayant testé auparavant le travail de ses chercheurs sur une jeune femme conservée en capsule cryogénique, Remi Masuda, l'auteur des crimes.

## Fiche technique
- Scénariste(s) : Akinori Endo
- Réalisateur(s) : Hiroshi Hamasaki (épisode 1) ; Masami Ozone (épisode 2) ; Michio Mihara (épisode 3)
- Directeur artistique : Katsushi Aoki
- Musique : Kazz Toyama
- Sorties :
  - 1. Mort Virtuelle (juin 1990)
  - 2. Arme Psychique (décembre 1990)
  - 3. Virus Mortel (octobre 1991)

## Distribution

### Voix originales
- Hiroya Ishimaru : Shunsuke Sengoku, alias Sengoku (千石 旬介, Sengoku?)
- Kaneto Shiozawa : Merill Yanagawa, alias Benten (メリル・柳川, Benten?)
- Tesshou Genda : Rikiya Gabimaru, alias Gogul (蛾眉丸 力也, Gogul?)
- Norio Wakamoto : Juzo Hasegawa (長谷川十蔵, Hasegawa?)
- Kyousei Tukui : Varsus (ヴァーサス, Varsus?)
- Takeshi Aono : Dave Kurokawa (épisode 1)
- Yoshiko Sakakibara : Sarah, l'amie de Gogul (épisode 2).
- Mitsuko Horie : Kyōko « Okyo » Jōnouchi

### Voix françaises
- William Coryn : Shunsuke Sengoku, alias Sengoku
- Gérard Malabat : Merill Yanagawa, alias Benten
- Pascal Germain (épisode 1) / Bertrand Boucheroy (épisodes 2 et 3) : Rikiya Gabimaru, alias Gogul
- Lionel Henry (épisode 1) ; Emmanuel Curtil (épisode 2) ; Mario Santini (épisode 3) : Juzo Hasegawa
- Christian Visine : Varsus (Varsas en VF)
- Jean-Claude Balard : Taku Yamabana et le général Mashiba (épisode 2)
- Nicolas Marié : Shiroyamo
- Philippe Catoire : Dave Kurokawa (épisode 1)

Version française réalisée par
- Société de doublage : ?
- Direction artistique : Dominique Bailly
- Adaptation des dialogues : Pierre Valmy

## Accueil
Cette mini-série est devenue culte au fil des ans. L'auteur Hemanth Kissoon du site Filmulation.com a commenté la série en 2007, affirmant que celle-ci « a été lancée il y a 17 ans, mais qu’elle représente toujours un potentiel saisissant pour le futur du Japon ».

## Dans la culture populaire
Des clips de Cyber City Oedo 808 ont été utilisés pour créer la vidéo officielle du morceau Innocence (en) du groupe britannique Nero. La vidéo a été mise en ligne sur YouTube par UKF Music et la chaîne Vevo de Nero.

## Produits dérivés

### Bande-son
La version VHS britannique de la série (également diffusée sur Channel 4 vers 1995) propose une bande-son originale de 23 titres, plus centrés sur le rock et composée par l'artiste britannique Rory McFarlane (en), non présente sur les versions américaines ou japonaises de la série. Sa bande-son combine des musiques de styles rock et de musiques d'ambiance électroniques. L'album est épuisé depuis des années et, en tant que tel, est très rare à trouver sur CD, mais il est connu pour être disponible sur Internet.
Du fait de la nature plus chargée de la musique dans l'édition britannique, cette bande-son est considérée comme étant mieux adaptée à l'atmosphère ultra-violente, sombre et élégante de l'anime que la bande-son originale japonaise, plus orientée pop.
En raison de Manga Entertainment, le Royaume-Uni perdit ensuite les droits sur la série Cyber City ; depuis, cette version de la bande-son n'est pas disponible sur les DVD occidentaux sortis ultérieurement et ne reste disponible que sur les anciennes versions VHS produites à partir du milieu des années 1990.

#### Titres
| No  | Titre          | Durée |
| --- | -------------- | ----- |
| 1.  | Space prison   | 2:40  |
| 2.  | Kill you       | 1:25  |
| 3.  | Car chase      | 2:07  |
| 4.  | Elevator       | 1:59  |
| 5.  | Murder         | 3:10  |
| 6.  | Amachi         | 1:32  |
| 7.  | Amachi dies    | 1:00  |
| 8.  | Diving         | 1:05  |
| 9.  | Gogol          | 0:56  |
| 10. | Trucking       | 2:03  |
| 11. | Arena          | 2:16  |
| 12. | Body snatchers | 0:36  |
| 13. | Body vault     | 1:22  |
| 14. | Top secret     | 1:16  |
| 15. | Sarah          | 1:05  |
| 16. | Duel           | 2:32  |
| 17. | Molcos dies    | 2:39  |
| 18. | Stars          | 2:37  |
| 19. | Search         | 1:44  |
| 20. | Cryogenics     | 1:22  |
| 21. | Big cats       | 3:47  |
| 22. | Vampire        | 4:30  |
| 23. | Closing theme  | 3:13  |

### Jeu vidéo
Cyber City Oedo 808: Attribute of the Beast (CYBER CITY OEDO 808 獣の属性, Saibāshiti Ōedo Hachimaruhachi: Kemono no Zokusei) est un jeu d'aventure graphique sorti le 15 mars 1991 pour la PC-Engine CD-ROM² par Nippon Computer System, exclusivement au Japon. Le scénario est original et n'est pas l'adaptation d'un des trois épisodes.